# Meximalva filipes
Meximalva filipes är en malvaväxtart som först beskrevs av Asa Gray, och fick sitt nu gällande namn av P.A. Fryxell. Meximalva filipes ingår i släktet Meximalva och familjen malvaväxter. Inga underarter finns listade i Catalogue of Life.